# Numai cei singuri (film)
Numai cei singuri (titlu original: Only the Lonely) este un film american dramatic de comedie romantică din 1991 scris și regizat de Chris Columbus și produs de John Hughes. Rolurile principale au fost interpretate de actorii John Candy, Maureen O'Hara, Ally Sheedy și Anthony Quinn.

## Prezentare
Povestea urmărește un burlac care caută să-și creeze un cămin și să-și întemeieze o familie cu o cosmeticiană de la casa mortuară, în timp ce trebuie să se descurce cu mama lui dominantă care nu o aprobă.

## Distribuție
- John Candy - Officer Daniel "Danny" Muldoon, Chicago Police Department
- Maureen O'Hara - Rose Muldoon
- Ally Sheedy - Theresa Luna
- Anthony Quinn - Nick Acropolis
- James Belushi - Officer Salvatore "Sal" Buonarte, Chicago Police Department
- Kevin Dunn - Patrick Muldoon
- Macaulay Culkin - Billy Muldoon
- Kieran Culkin - Patrick Muldoon, Jr.
- Milo O'Shea - Doyle
- Bert Remsen - Spats
- Joe Greco - Joey Luna